# Paul Spangenberg
Pour les articles homonymes, voir Spangenberg (homonymie).
Paul Gottlieb Theodor Friederich Spangenberg (né le 26 juillet 1843 à Güstrow, mort le 22 juillet 1918 à Berlin) est un peintre allemand.

## Biographie

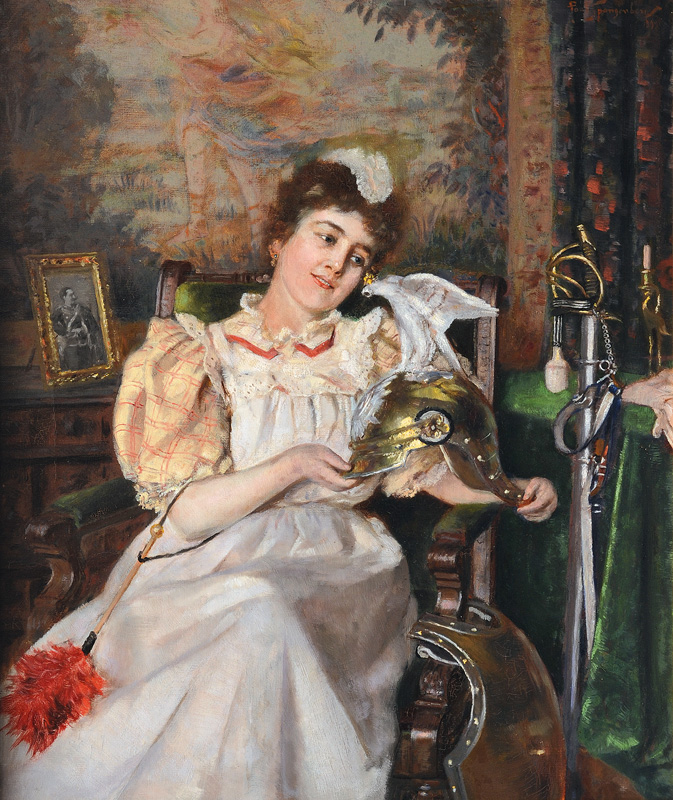
L'Armure du héros, 1899

Paul Spangenberg est le fils aîné et l'un des sept enfants du juge Fedor Spangenberg (de) et de son épouse Emma Diederichs. Il grandit à Güstrow, à Schwerin et à Rostock, va à la grande école de la ville de Rostock et y passe l'abitur à Pâques 1863. Il épouse le 27 octobre 1875 à Berlin Marie Emilie Lasius (1845-1912). Il a avec elle une fille, Eva Karoline Emilia Laura, née à Berlin le 19 septembre 1876.
Spangenberg étudie à l'Académie des arts de Berlin auprès de Carl Steffeck et à l'académie des beaux-arts de Düsseldorf auprès de Gustav Stever, puis passe un an à Paris, effectue des voyages en Espagne et en Italie et s'installe en 1876 à Berlin où il exerce la profession de portraitiste. Ses portraits de femmes sont populaires pour leurs arrangements habiles et le traitement coloriste brillant des matières.